# Ingelbach (Wied)
Der Ingelbach ist ein knapp zwei Kilometer langer rechter und nordöstlicher  Zufluss der Wied im rheinland-pfälzischen Landkreis Altenkirchen (Westerwald).

## Verlauf
Der Ingelbach entspringt auf einer Höhe von etwa 313 m ü. NN westlich von Ingelbach in der Waldflur Oben in der Ingelbach. Er fließt zunächst gut zweihundert Meter durch Waldgelände in nordwestlicher Richtung und wechselt dann in die offene Flur. Sein Weg führt nun durch die Wiesenflur In den Gruben, wo er auf seiner rechten Seite von einem Waldbächlein gespeist wird. In der Flur In dem Reusenbruch verstärkt ihn auf der gleichen Seite ein weiterer kleiner Zufluss. Der Ingelbach wechselt dort seine Laufrichtung nach Südwesten, durchfließt die Wiesenflur Im langen Triesen und erreicht dann den Ostrand des Ingelbacher Ortsteils Niederingelbach. Er passiert diese Ortschaft, läuft danach durch die Flur In der Kleebetze und mündet schließlich auf einer Höhe von etwa 235 m ü. NN von rechts in die Wied.